# جائزة كندا الكبرى 2019
جائزة كندا الكبرى 2019 (بالإنجليزية: 2019 Canadian Grand Prix)‏ هو سباق فورمولا 1
أقيم بتاريخ 9 يونيو 2019 في حلبة جيل فيلنوف، كندا، وكان السباق 7 من أصل 21 في بطولة العالم لسباقات الفورمولا واحد موسم 2019، وكان أول المنطلقين سباستيان فيتل.
فاز بالمركز الأول  لويس هاملتون، وكان صاحب أسرع لفة سباستيان فيتل بزمن قدرة 73.078 ثانية.